# Willibald Gföhler
Willibald Gföhler (* 27. Juni 1955 in Krems an der Donau) ist ein österreichischer Uhrmacher, Jurist, MBA, Doktor der Philosophie und ehemaliger Politiker (Grüne). Gföhler war von 1994 bis 1996 Abgeordneter zum Österreichischen Nationalrat.

## Leben und Wirken
Gföhler besuchte nach der Volksschule ein Bundesrealgymnasium und absolvierte 1971 bis 1975 die Bundesfachschule für Uhrmacher und Feinmechanik in Karlstein und absolvierte 1975 die Meisterprüfung. Nach der Externistenmatura studierte Gföhler Rechtswissenschaften an der Universität Wien und schloss sein Studium 1992 mit dem akademischen Grad "Mag. iur." ab. Gföhler war von 1976 bis 1996 als selbständiger Uhrmachermeister tätig und absolvierte nach dem Studium von 1992 bis 1993 die Gerichtspraxis. Er war 1994 Rechtsanwaltsanwärter und ab 1997 Verwaltungsjurist beim Magistrat der Stadt Krems. Ab 1998 war er Mitarbeiter im Zentrum für Banking and Finance der Donau-Universität Krems und von 1998 bis 2020 Leiter mehrerer Zentren (Finance, Public Management, Global Business, General Management) im Department für Wirtschafts- und Managementwissenschaften an der Donau-Universität Krems. 2002 bis 2004 absolvierte er den Universitätslehrgang Professional MBA New Public Management an der Donau-Universität Krems, den er mit dem Akademischen New Public Manager und dem Master of Business Administration (MBA) abschloss. 2008 bis 2013 absolvierte er das Doktoratsstudium für Lebensbegleitendes Lernen an der Alpen Adria Universität Klagenfurt, das er mit dem Doktor der Philosophie (Dr. phil.) beendete. Titel der Dissertation: Archetypen der Führung im Unternehmenslebenszyklus - Lernerfahrungen von GründerInnen und Führungskräften an der Unternehmensspitze
Gföhler unterrichtet Strategisches Management und Leadership seit 2008.
Seit 1. Juli 2020 ist Gföhler in Pension.
Gföhler war Mitbegründer der Grünen Alternative Krems und war von 1987 bis 1995 sowie von 1997 bis 2006 Mitglied des Kremser Gemeinderates. Er war Vorstandsmitglied der Grünen Bildungswerkstatt Niederösterreich und Bildungs- und Kultursprecher des Grünen Parlamentsklubs. Er vertrat die Grünen vom 7. November 1994 bis zum 14. Jänner 1996 im Nationalrat.